# Thelypteris mortonii
Thelypteris mortonii är en kärrbräkenväxtart som beskrevs av Alan Reid Smith. Thelypteris mortonii ingår i släktet Thelypteris och familjen Thelypteridaceae. Inga underarter finns listade.